# Lithiumstearat
Lithiumstearat, C17H35COOLi ist das Lithiumsalz der Stearinsäure und zählt zu den Metallseifen. Das farblose, nahezu nicht wasser- und alkohollösliche Pulver mit einem Schmelzpunkt von 220 °C wird vorwiegend zur Herstellung von Schmierfetten und Wachsen aus Ölen eingesetzt. Die entstehenden Schmierfette sind bis etwa 150 °C thermostabil und bleiben auch bis −20 °C schmierfähig. Dies war vor dem Erfolg von Lithiumbatterien die mengenmäßig größte Anwendung des Metalls Lithium. In geringeren Mengen dient Lithiumstearat auch zur Produktion von Bleistiften. Die Toxizität der Verbindung ist bei oraler Gabe äußerst gering, weshalb es auch in kosmetischen Produkten eingesetzt wird.